# Splošna knjižnica Ljutomer
Splošna knjižnica Ljutomer je osrednja splošna knjižnica s sedežem na Glavnem trgu 2 (Ljutomer).